# Sfida a Green Valley
Sfida a Green Valley (The Silver Star) è un film del 1955 diretto da Richard Bartlett.
È un film western statunitense con Edgar Buchanan, Marie Windsor e Lon Chaney Jr..

## Produzione
Il film, diretto da Richard Bartlett su una sceneggiatura dello stesso Bartlett e di Ian MacDonald, fu prodotto da Bartlett, MacDonald e da Earle Lyon per la L&B Productions e la Lippert Pictures. Il brano della colonna sonora The Silver Star, cantato da Jimmy Wakely, fu composto da Jimmy Wakely (parole). Alcune riprese furono girate al Paramount Ranch.

## Distribuzione
Il film fu distribuito con il titolo The Silver Star negli Stati Uniti dall'8 aprile 1955 al cinema dalla Lippert Pictures. È stato distribuito anche in Italia con il titolo Sfida a Green Valley.

## Promozione
Le tagline sono:
- "Crack of a bullett...and a coward becomes a killer!".
- "TARGET... for a gunman's vengeance!".